# Helmand
Helmand è una provincia dell'Afghanistan, che ha come capoluogo Lashkar Gah. Confina con le province di Nimruz a ovest, di Farah a nord-ovest, di Ghowr a nord, di Daikondi a nord-est, di Oruzgan e di Kandahar a est e con il Pakistan (Belucistan) a sud.
Il territorio, prevalentemente desertico, è attraversato dal fiume Helmand, che provvede a fornire acqua per l'irrigazione.
La Provincia di Helmand è il territorio con la maggiore produzione di oppio al mondo, vi è realizzato il 42% della produzione totale mondiale; da sola ne produce più dell'intera Birmania che è la seconda nazione produttrice mondiale dopo l'Afghanistan. In Afghanistan è prodotto il 90% dell'oppio mondiale.

## Popolazione
La popolazione conta 1 441 769 abitanti su una superficie di 58585 km². Il 92% degli abitanti è Pashtun; nel settore meridionale sono concentrati i Beluci, mentre le minoranze Hazara, tagike e Brahui vivono nel capoluogo o nei pressi.

## Amministrazioni

La provincia di Helmand è divisa in 14 distretti afghani:
- Baghran
- Dishu
- Garmsir
- Kajaki
- Lashkar Gah
- Musa Qala
- Nad Ali
- Nahri Sarraj
- Nawa-i-Barak Zayi
- Naw Zad
- Reg
- Sangin
- Sarba Qala
- Washer